# Nemopistha cognata
Nemopistha cognata är en insektsart som beskrevs av Douglas E. Kimmins 1938. Nemopistha cognata ingår i släktet Nemopistha och familjen Nemopteridae. Inga underarter finns listade i Catalogue of Life.